# مردان محترم
مردان محترم (به انگلیسی: Men of Respect) فیلمی محصول سال ۱۹۹۰ و به کارگردانی ویلیام سی. ریلی است. در این فیلم بازیگرانی همچون جان تورتورو، کاترین بوروویتز، دنیس فارینا، پیتر بویل، استنلی توچی، استیون رایت، راد استایگر، مایکل بادالوکو، دیوید تورنتون و دن گریمالدی ایفای نقش کرده‌اند.